# شرور نباش
شرور نباش (به انگلیسی: Don't be evil) شعار رسمی کمپانی گوگل بود که بر سر خالق آن اختلاف نظر وجود دارد، برخی از منابع خالق آن را پاوول بوچت که رهبر تیم نرم‌افزاری جی‌میل بود می‌دانند و برخی خالق آن را امیت پاتل، مهندس گوگل می‌دانند.
در بازهٔ ۲۱ آوریل و ۴ مهٔ ۲۰۱۸، گوگل این شعار را حذف کرد.